# Stadio Giuseppe Specchia
Lo stadio Giuseppe Specchia è lo stadio comunale della Città di Galatina, ospita le partite ufficiali del Galatina Calcio. È inoltre utilizzato per disputare vari tornei sportivi.
Lo stadio è dedicato a Giuseppe Specchia, storico presidente della polisportiva Pro Italia.

## Settori
Lo stadio è suddiviso in due settori:
- Tribuna coperta: 800 posti

È il settore destinato ai gruppi di tifoseria locale, dal momento che non vi è una curva o settore predisposto per i gruppi organizzati.
- Gradinata: 900 posti

Settore destinato ai tifosi ospiti

## Eventi ospitati
Destinato principalmente alle attività calcistiche, lo stadio ha ospitato, come campo di allenamento, diverse squadre di Serie A impegnate in Salento.

### Rugby
L'impianto ha ospitato alcune partite della squadra Salento Rugby e di tornei di rugby seven. Nel 2019 è stata la sede degli allenamenti della nazionale di rugby a 15 femminile dell'Italia in vista della partita allo Stadio Via del Mare contro il Galles, incontro valido per il torneo Sei Nazioni femminile 2019.